# Unité urbaine de Saint-Hilaire-de-Riez
L’unité urbaine de Saint-Hilaire-de-Riez, connue précédemment sous le nom d’« unité urbaine de Saint-Gilles-sur-Vie » puis d’« unité urbaine de Saint-Gilles-Croix-de-Vie », est une unité urbaine française située dans le département de la Vendée et la région des Pays de la Loire.

## Données générales
En 1982, l’unité urbaine de Saint-Gilles-Croix-de-Vie regroupe trois communes : Le Fenouiller, Saint-Gilles-Croix-de-Vie et Saint-Hilaire-de-Riez. À partir du zonage en unités urbaines de 1990, l’unité s’étend à la commune de Notre-Dame-de-Riez.
En 2010, selon l'INSEE, l'unité urbaine est composée de quatre communes.
En 2020, à la suite d'un nouveau zonage, elle est composée de sept communes, en fusionnant avec l'unité urbaine de Saint-Jean-de-Monts.
En 2022, avec 41 678 habitants, elle représente la troisième unité urbaine de la Vendée, derrière l'unité urbaine des Sables-d'Olonne et devant l'unité urbaine de Challans.
Du point de vue régional, au sein des Pays de la Loire, elle occupe le 9e rang après l’unité urbaine des Sables-d'Olonne (8e rang régional) et avant celle de Saumur (10e rang régional).
Par sa superficie, elle représente 3 % du territoire départemental mais, par sa population, elle regroupe, en 2021, 5,85 % de la population du département de la Vendée.

## Composition selon le zonage de 2020
Elle est composée des sept communes suivantes :
| Nom                       | Code Insee | Département | Statut       | Superficie (km2) | Population (dernière pop. légale) | Densité (hab./km2) | Modifier                                    |
| ------------------------- | ---------- | ----------- | ------------ | ---------------- | --------------------------------- | ------------------ | ------------------------------------------- |
| Saint-Gilles-Croix-de-Vie | 85222      | Vendée      | ville-centre | 10,25            | 8 140 (2022)                      | 794                | modifier les données · modifier les données |
| Saint-Hilaire-de-Riez     | 85226      | Vendée      | ville-centre | 48,85            | 12 923 (2022)                     | 265                | modifier les données · modifier les données |
| Saint-Jean-de-Monts       | 85234      | Vendée      | ville-centre | 61,72            | 8 809 (2022)                      | 143                | modifier les données · modifier les données |
| La Barre-de-Monts         | 85012      | Vendée      | banlieue     | 27,81            | 2 356 (2022)                      | 85                 | modifier les données · modifier les données |
| Le Fenouiller             | 85088      | Vendée      | banlieue     | 17,81            | 4 978 (2022)                      | 280                | modifier les données · modifier les données |
| Notre-Dame-de-Monts       | 85164      | Vendée      | banlieue     | 20,62            | 2 293 (2022)                      | 111                | modifier les données · modifier les données |
| Notre-Dame-de-Riez        | 85189      | Vendée      | banlieue     | 14,62            | 2 179 (2022)                      | 149                | modifier les données · modifier les données |

## Démographie
| 1968   | 1975   | 1982   | 1990   | 1999   | 2010   | 2015   | 2021   |
| ------ | ------ | ------ | ------ | ------ | ------ | ------ | ------ |
| 20 731 | 22 505 | 23 862 | 26 590 | 30 206 | 36 218 | 38 215 | 40 953 |

#### Données générales
- Unité urbaine
- Aire d'attraction d'une ville
- Liste des unités urbaines de France

#### Données démographiques en rapport avec l'unité urbaine de Saint-Hilaire-de-Riez
- Aire d'attraction de Saint-Hilaire-de-Riez
- Aire d'attraction de Saint-Jean-de-Monts
- Arrondissement des Sables-d'Olonne

#### Données démographiques en rapport avec la Vendée
- Démographie de la Vendée